# A13-as autópálya (Olaszország)
Az A13-as autópálya egy 116,7 km hosszúságú autópálya Olaszországban. Az út Emilia-Romagna és Veneto régiókon halad keresztül. Fenntartója az Autostrade per l'Italia.